# Armijska
Armijska (Oekraïens: Армійська, ⓘ) is een station van de metro van Charkov. Het station maakt deel uit van de Cholodnohirsko-Zavodska-lijn en werd geopend op 11 augustus 1978. Het metrostation bevindt zich onder de Moskovskyj Prospekt (Moskoulaan), aan de rand van een industriegebied in het zuidoosten van de stad. 
Het station is ondiep gelegen en beschikt over een perronhal met een gewelfd plafond. Op de centrale as van het eilandperron is een rij lampen opgesteld. Deze lampen bestaan uit een koperen schotel op een standaard van aluminium en beschijnen het witte dak. Het thema van de inrichting van het station is, in overeenstemming met zijn naam, het leger van de Sovjet-Unie. Op de met rood graniet beklede wanden langs de sporen zijn geelkoperen wapenschilden met socialistische sterren aangebracht; achter deze schilden bevinden zich naar het plafond gerichte lampen. De vloeren van het station zijn geplaveid met tegels van gepolijst rood graniet. Aan beide uiteinden van het perron leiden brede trappen naar de twee met grijs marmer beklede stationshallen, die verbonden zijn met voetgangerstunnels onder de Moskovskyj Prospekt.